# كريات طبعون
كِرْيَاتْ طَبْعُونْ أو كِرْيَاتْ طِڤْعُونْ (بالعبرية: קִרְיַית טִבְעוֹן) هي بلدة تقع في منطقة حيفا شمالي إسرائيل. تمتد البلدة على سلسلة تلال يحدها مرج ابن عامر ووادي زفولون والجليل الأسفل، وتقع على بعد حوالي 15 كم جنوب شرق حيفا و5 كم شمال يوكنعام عيليت. في عام 1958 تأسس المجلس المحلي «كريات طبعون» بعد توحيد أربع قرى تحت سلطة محلية واحدة وهي طِڤْعُونْ التي تأسست في عام 1947، وإِلْرُوئِي في عام 1935، وكِرْيَاتْ خَرُوشِتْ في عام 1935، وكِرْيَاتْ عَامَالْ في عام 1937.
يقسم طريق حيفا − الناصرة (طريق 75) كريات طبعون إلى قسمين حيث في شماله تقع طڤعون وفي جنوبه تقع كل من كريات عامال، وإلروئي، وكريات خروشت. يحد كريات طبعون من الغرب كيبوتس شاعَر هاعَماكيم ومن الجنوب موشاڤ كْفَار يِهُوشُوَع ومن الشرق كيبوتس أَلُونِيمْ وموشاڤ سْدِيهْ يَعْكُوڤْ ومن الشمال بسمة طبعون ونوفيت.
في منطقة كريات طبعون يقع المتنزه الوطني وموقع التراث العالمي بيت شعاريم ومجلس السنهدرين ومكان دفن الحاخام يهودا هاناسي وتمثال ألكسندر زيد.